# 匈牙利交通
本文簡述匈牙利的交通概況。

## 鐵路
匈牙利國內鐵路總長度7,606km，其中寬軌36km，標準軌7,394km，窄軌176km。首部布達佩斯有三個主要的火車站。布達佩斯的捷運是世界第二個捷運系統。

## 公路
匈牙利國內公路總長度188,490km，其中81,950km經過鋪裝，106,523km未經過鋪裝。2007年，匈牙利有高速公路1013公里。

## 水運
多瑙河是匈牙利的主要航道，而首部布達佩斯則是匈牙利主要的航運中心。

## 機場
匈牙利共有43個機場，其中16個有經過鋪裝的跑道。